# Diga di Sakuma
La diga di Sakuma (佐久間ダム?, Sakuma damu) è una diga sul fiume Tenryū, ubicata ai confini di Toyone, distretto di Kitashitara, prefettura di Aichi, sull'isola di Honshū, in Giappone. È una delle dighe più alte del Giappone e alimenta una centrale idroelettrica da 350 MW. Nelle vicinanze è installata una stazione di conversione di frequenza, che consente l'interscambio di elettricità tra le reti a corrente alternata da 50 Hz e 60 Hz del Giappone.

## Storia
Il potenziale della valle del fiume Tenryū per lo sfruttamento dell'energia idroelettrica fu compreso dal governo Meiji al principio del XX secolo. Il fiume Tenryū era caratterizzato da un alto volume di flusso e da una corrente veloce. Il suo tratto superiore montuoso e i suoi affluenti erano aree con valli ripide e precipitazioni abbondanti, ed erano scarsamente popolate. Tuttavia, il grosso dell'investimento nella produzione di energia idroelettrica nella regione era concentrato sul fiume Ōi, e fu solo nel periodo Taishō che cominciò lo sfruttamento sul fiume Tenryū. L'imprenditore privato Fukuzawa Momosuke fondò la Tenryūgawa Electric Power (天竜川電力?, Tenryūgawa Denroku), che in seguito divenne la Yasaku Hydroelectric (矢作水力電気?, Yasaku Suiroku Denki) prima di essere nazionalizzata nel monopolio statale prebellico  Japan Electric Generation and Transmission Company (日本発送電株式会社?, Nippon Hassoden K.K.) nel 1938. La prima diga sul corso principale del Tenryu, la diga di Yasuoka, fu completata nel 1935. Questa fu seguita dalla diga di Iwakura nel 1938. La diga di Hiraoka fu iniziata nel 1938, ma fu completata solo nel 1951 a causa dello scoppio della Seconda guerra mondiale.
Dopo la fine della Seconda guerra mondiale, le autorità di occupazione statunitensi ordinarono lo scioglimento della Nippon Hassoden, che fu divisa in compagnie elettriche regionali. Il Giappone centrale cadde sotto la competenza della Chubu Electric Power, che ereditò le varie dighe e impianti sul fiume Tenryū, che erano tutti ubicati nella prefettura di Nagano. Per attingere al potenziale idroelettrico del fiume nella prefettura di Shizuoka, il governo si rivolse alla Electric Power Development Company. La nuova compagnia, in parte attraverso prestiti di aiuti esteri delle Nazioni Unite, cominciò a lavorare su una nuova diga nel 1952, in base a piani che aveva predisposto fin dal 1921. L'appaltatore principale del progetto fu la Hazama Corporation e la costruzione fu completata nel 1956. La costruzione fu facilitata dalle pareti ripide del sito, a forma di V, e dalla sua vicinanza al treno della Linea Iida (parecchie stazioni della quale dovettero essere spostate una volta che il bacino cominciò a riempirsi. La costruzione comportò anche lo spostamento di 240 case con 296 famiglie. Alle cerimonie ufficiali d'apertura del 28 ottobre 1957 presenziarono l'imperatore Hirohito e l'imperatrice Kōjun e fu anche l'occasione per l'emissione di un francobollo commemorativo.

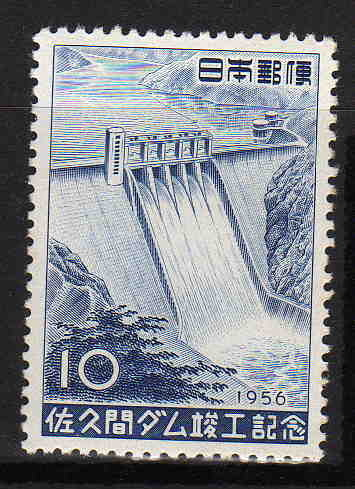
Francobollo commemorativo per il completamento della diga di Sakuma

## Progetto
La diga di Sakuma è una diga a gravità in calcestruzzo a nucleo cavo con vari sfioratori centrali. Essa fornisce acqua sia alla centrale idroelettrica di Sakuma e funge da bacino inferiore per la centrale idroelettrica di Shin-Toyone, con una capacità nominale di 350.000 kW e 1.200.000 kW rispettivamente.

## Dintorni
Il bacino della diga di Sakuma è un'attrazione popolare per il canottaggio e il campeggio, grazie alla sua vicinanza al centro di Hamamatsu e alla sua facilità di accesso. L'area circostante fa parte del Parco seminazionale di Tenryū-Okumikawa.

## Convertitore di frequenza HVDC

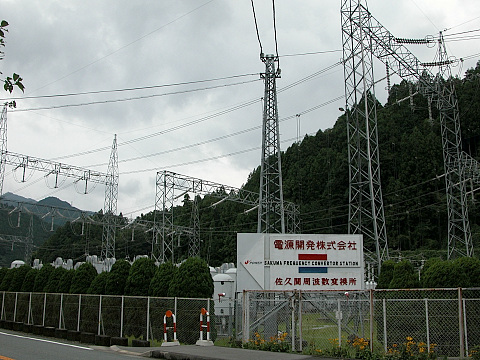
Stazione HVDC Back-to-Back di Sakuma

La parte occidentale del Giappone usa 60 Hz e la parte orientale usa 50 Hz come frequenza della rete elettrica. Nel 1965 fu installata una stazione HVDC back-to-back ("consecutiva in corrente continua ad alta tensione") a circa 1 chilometro a sudovest della centrale elettrica (35°04′57″N 137°47′56″E). Aveva una capacità nominale di 300 MW con una tensione operativa di ±125 kV. La stazione di conversione è collegata al livello di 275 kV sia della rete da 50 Hz che di quella da 60 Hz. Inizialmente il convertitore usava valvole raddrizzatrici del mercurio fabbricate dall'ASEA. Nel 1993 fu convertito per utilizzare tiristori ad innesco luminoso, che furono installati nella stessa sala che aveva ospitato le valvole raddrizzatrici al mercurio.
Ciascun invertitore consiste di due invertitori a sei impulsi collegati in serie che formano un invertitore a dodici impulsi. Come in molti altri impianti HVDC, si usano quadrivalvole (collegamenti seriali di quattro valvole che formano un'unità). Ciascuna valvola consiste di 7 tiristori collegati in serie progettati per una corrente di 2.500 A e una tensione di blocco di 6 kV. Ciascuno dei due invertitori usa 84 tiristori.
La stazione ha tre trasformatori sul lato da 60 Hz. Un trasformatore fornisce elettricità alla stazione, e due trasformatori da 275 kV/55 kV alimentano le valvole. I trasformatori hanno i loro avvolgimenti a bassa tensione collegati uno a delta e l'altro a stella. Tutti questi trasformatori condividono un serbatoio comune. Sul alto da 50 Hz, due trasformatori da 275/54 kV, in serbatoi separati, alimentano le valvole, sempre uno con un collegamento e delta e l'altro con un collegamento a stella degli avvolgimenti a bassa tensione.
Il reattore levigante a corrente continua ha un'induttanza di 0,12 H ed è progettato per una corrente di 2.400 A.
Su ogni lato esistono filtri per la 5ª, 7ª, 11ª e 13ª armonica, che consistono in un collegamento in serie di un capacitore, un induttore e un resistore. In aggiunta, si usa un filtro a passo largo, che consiste di un capacitore collegato in serie con una bobina alla quale è collegato un resistore in parallelo.